# UFC Fight Night: Rivera vs. Moraes
UFC Fight Night: Rivera vs Moraes (também conhecido como UFC Fight Night 131) foi um evento de artes marciais mistas produzido pelo Ultimate Fighting Championship que foi realizado em 1 de junho de 2018, no Adirondack Bank Center em Utica, Nova Iorque.

## Bônus da Noite
Os Lutadores receberam $50,000 de Bônus:
- Luta da Noite: Não houve lutas premiadas.
- Performance da Noite:  Marlon Moraes,  Gregor Gillespie,  Ben Saunders e  Nathaniel Wood